# Роберт Емерсон Лукас
Роберт Емерсон Лукас, мол. (англ. Robert Emerson Lucas, Jr.; 15 вересня 1937, Якіма, Вашингтон — 15 травня 2023) — американський економіст, лауреат Нобелівської премії з економіки (1995), професор Чиказького університету, став засновником політекономічної школи, котра поставила в 70-х pp. під сумнів справедливість багатьох положень як кейнсіанської, так і монетаристської доктрин. Цей напрямок відомий під назвою «нової класичної школи еконо-мікс». Він заперечував будь-які форми державного втручання в економіку і базувався на суб'єктивістському підході до аналізу економічних явищ.

## Нобелівська премія
Отримав Нобелівську премію в галузі економічних наук в 1995 році «за розвиток і зміни гіпотези раціональних очікувань, зміни основ мікроекономічного аналізу і точки зору на економічний аналіз».

## Біографія

### Навчання
Роберт Лукас народився 15 вересня 1937 року в Якімі (штат Вашингтон). Після закінчення середньої школи 1955 р. він вступив на історичний факультет Чиказького університету, який закінчив 1959 р. Отримав бакалавра з історії, але, за його власним зізнанням, більший інтерес у нього викликала економіка. Ось чому Лукас повертається до Чиказького університету, де навчається на економічному факультеті. Тут він 1964 р. закінчує аспірантуру, захистивши дисертацію на здобуття вченого ступеня доктора філософії з економіки.

### Робота
Свою фахову діяльність Лукас розпочав 1962 р. лектором економічного факультету Чиказького університету, викладав у Вищій Школі промислового управління (тепер школа бізнесу Теппер), але через рік він переходить працювати асистент-професором економіки в університет Карнегі-Меллона, від 1967 р. — доцентом, з 1970 р. — професором економіки. В цьому університеті Лукас працював впродовж 11 років і згадував цей час як прекрасний творчий період, коли були сформовані основи світогляду майбутнього вченого і започатковані перші дослідження з теорії утворення та динаміки очікувань.
Від 1975 р. Лукас працює професором економіки Чиказького університету. Впродовж 8 років він був заступником декана економічного факультету, а у 1986-88 рр. очолював його.

## Внесок в науку
У цей період Лукас активно співпрацює з авторитетними науковими виданнями. Найбільший вклад у розвиток теорії макроекономіки, в першу чергу — теорії раціональних очікувань Р. Лукас вніс через узагальнення, систематизацію і класифікацію різних методик та економічного інструментарію. Ним було висунуто і перевірено практикою тезу про раціональність очікувань, сформульовано принципи та вирішено питання макроекономічної оцінки економічної політики. Теорія раціональних очікувань не передбачає державного втручання в економіку. Учений запропонував механізм прогнозування раціональності основної частини чинників, що впливають на майбутні зміни економічних показників, а відповідно і можливість розрахунку та обліку майбутніх умов на ринку, що розвивається.

### Критика Лукаса
Розробив «Лукас критику» економічної політики, в якій стверджував, що відносини, які з'являються в економіці, такі як видимий зв'язок між інфляцією і безробіттям, можуть змінюватися у відповідь на зміни в економічній політиці. Це призвело до розвитку неокласичної і нової кейнсіанської економіки і нових ідей щодо мікроекономічних основ для макроекономічної теорії.

### Модель економічного зростання
Р.Лукас, разом з Полом Ромером є основоположниками нової теорії економічного росту, відомої як модель «Лукаса-Ромера». Згідно з цією моделлю основним фактором економічного росту є ріст капіталовкладень в науковий розвиток і інвестиції в людський капітал. Один з висновків моделі Ромера і Лукаса полягає в тому, що економіка, володіюча ресурсами людського капіталу і розвиненою наукою, має в довгостроковому періоді більше перспектив розвитку, ніж економіка без цих переваг.

### Раціональні очікування
Лукас також відомий за його розслідування наслідків раціональних очікувань. Він розробив теорію пропозиції, яка стверджує що людей можна обманювати безсистемною грошово-кредитною політикою; модель Лукаса-Удзави (з Хірофумі Удзава) нагромадження людського капіталу, а також «Лукас парадокс», в якому розповідає чому все більше капіталу не переміщається з розвинених країн у країни, що розвиваються.
Учений запропонував механізм прогнозування раціональності основної частини чинників, що впливають на майбутні зміни економічних показників, а відповідно і можливість розрахунку та обліку майбутніх умов на ринку, що розвивається. Саме за величезний внесок у розвиток і практичне застосування гіпотези про раціональні очікування Королівська академія наук Швеції нагородила Р.Лукаса Нобелівською премією з економіки 1995 році. Теоретичні дослідження Лукаса опубліковані в багатьох його працях, зокрема, це «Очікування і нейтральність грошей» (1972), «Рівноважна модель в економічному циклі» (1975), «Нариси з теорії економічного циклу» (1981), «Нова класична макроекономіка» (1984) та ін.

## Діяльність
Р.Лукас — член Американської академії мистецтв і наук, Американської національної академії наук, почесний доктор Паризького університету та Афінського університету економіки і бізнесу, член багатьох професійних та громадських організацій і редколегій наукових журналів, президент Американської економічної асоціації 2002, Президент Економетричної спільноти 1997.
Лукас один з найвпливовіших економістів з 1970 року, він кинув виклик основам макроекономічної теорії, стверджуючи, що макроекономічна модель повинна бути побудована як агрегованої версія мікроекономічних моделей.

## Цікаве
Колишня дружина Роберта, Ріта Лукас, з якою він розлучився у 1988 році, зазначила в договорі про їхнє розлучення пункт, що вона отримає половину будь-якої Нобелівської премії виграної Лукасом в найближчі сім років. Коли Лукас отримав Нобелівську премію в 1995 (якраз під кінець терміну договору), вона отримала половину призових грошей.
Зараз Роберт одружений з відомою економісткою Ненсі Стокі, професором Чиказького університету.
Він вважає, що економіка стала справжнім водієм історії, і тому він планує повністю зануритися в економіку і потім перенестись назад на історичний факультет.